# Arandon-Passins
Arandon-Passins est, depuis le 1er janvier 2017, une commune nouvelle française située dans le département de l'Isère en région Auvergne-Rhône-Alpes.

## Géographie

### Localisation
Située dans la partie septentrionale du département de l'Isère, la commune d'Arandon-Passins, créée par l'union des anciennes communes d'Arandon et de Passins, se trouve également dans une région de collines en bordure méridionale d'un plateau en forme de triangle dénommé l'Isle-Crémieu.
|                     |                 | Creys-Mépieu             |
| Courtenay Soleymieu | Arandon-Passins | Saint-Victor-de-Morestel |
|                     | Sermérieu       | Morestel                 |

### Hydrographie
À Lancin et Arandon, sur les communes de Courtenay et Arandon-Passins, se trouve l'espace naturel sensible de la Save de 42 hectares, qui inclut une grande partie des trois étangs de la Serre,.

### Climat
Pour des articles plus généraux, voir Climat d'Auvergne-Rhône-Alpes et Climat de l'Isère.
En 2010, le climat de la commune est de type climat océanique altéré, selon une étude du Centre national de la recherche scientifique s'appuyant sur une série de données couvrant la période 1971-2000. En 2020, Météo-France publie une typologie des climats de la France métropolitaine dans laquelle la commune est exposée à un climat de montagne ou de marges de montagne et est dans la région climatique Alpes du nord, caractérisée par une pluviométrie annuelle de 1 200 à 1 500 mm, irrégulièrement répartie en été.
Pour la période 1971-2000, la température annuelle moyenne est de 11,3 °C, avec une amplitude thermique annuelle de 17,9 °C. Le cumul annuel moyen de précipitations est de 1 113 mm, avec 10,2 jours de précipitations en janvier et 7,1 jours en juillet. Pour la période 1991-2020, la température moyenne annuelle observée sur la station météorologique de Météo-France la plus proche, « Montagnieu », sur la commune de Montagnieu à 12 km à vol d'oiseau, est de 12,4 °C et le cumul annuel moyen de précipitations est de 1 099,9 mm,. Pour l'avenir, les paramètres climatiques de la commune estimés pour 2050 selon différents scénarios d'émission de gaz à effet de serre sont consultables sur un site dédié publié par Météo-France en novembre 2022.

## Urbanisme

### Typologie
Au 1er janvier 2024, Arandon-Passins est catégorisée commune rurale à habitat dispersé, selon la nouvelle grille communale de densité à sept niveaux définie par l'Insee en 2022.
Elle est située hors unité urbaine et hors attraction des villes,.

### Risques naturels et technologiques

#### Risques sismiques
L'ensemble du territoire de la commune d'Arandon-Passins est situé en zone de sismicité n°3 (sur une échelle de 1 à 5), comme la plupart des communes de son secteur géographique.
| Type de zone | Niveau            | Définitions (bâtiment à risque normal) |
| ------------ | ----------------- | -------------------------------------- |
| Zone 3       | Sismicité modérée | accélération = 1,1 m/s2                |

### Voies de communication et transports
Le territoire communal et le bourg de Passins sont traversés par la RD 517 qui les relient aux villes de Morestel et de Crémieu.

## Histoire

### Antiquité et Moyen Âge
La région d'Arandon-Passins se situe dans la partie occidentale du territoire antique des Allobroges, ensemble de tribus gauloises occupant l'ancienne Savoie, ainsi que la partie du Dauphiné, située au nord de la rivière Isère.
Après la victoire définitive des romains de Fabius Maximus, les Allobroges furent soumis aux Romains, et leur territoire forma le premier noyau de la Province transalpine Provincia ulterior (ou Gallia ulterior) qui comprenait tous les peuples gaulois situés dans les régions comprises entre le Rhône et les Alpes.

### Époque contemporaine
La commune nouvelle regroupe les communes d'Arandon et de Passins, qui deviennent des communes déléguées, le 1er janvier 2017.
Son chef-lieu se situe à Passins.
La commune abrite le siège de la Communauté de communes Les Balcons du Dauphiné depuis 2022.

## Politique et administration

### Liste des maires
| Période | Période  | Identité       | Étiquette | Qualité |
| ------- | -------- | -------------- | --------- | ------- |
| 2017    | 2020     | Raymond Bernet |           |         |
| 2020    | En cours | Maria Sandrin  |           |         |

### Communes déléguées
| Nom             | Code Insee | Intercommunalité        | Superficie (km2) | Population (dernière pop. légale) | Densité (hab./km2) |
| --------------- | ---------- | ----------------------- | ---------------- | --------------------------------- | ------------------ |
| Passins (siège) | 38297      | CC du Pays des Couleurs | 13,92            | 1 160 (2014)                      | 83                 |
| Arandon         | 38014      | CC du Pays des Couleurs | 12,22            | 612 (2014)                        | 50                 |

## Population et société

### Démographie
L'évolution du nombre d'habitants est connue à travers les recensements de la population effectués dans la commune depuis sa création.

En 2022, la commune comptait 1 858 habitants, en évolution de +3,39 % par rapport à 2016 (Isère : +3,07 %, France hors Mayotte : +2,11 %).
| 2015  | 2020  | 2022  |
| ----- | ----- | ----- |
| 1 791 | 1 873 | 1 858 |

### Enseignement
La commune est rattachée à l'académie de Grenoble.

### Médias
Historiquement, le quotidien à grand tirage Le Dauphiné libéré consacre, chaque jour, y compris le dimanche, dans son édition du Nord-Isère, un ou plusieurs articles à l'actualité de la communauté de communes, du canton, ainsi que des informations sur les manifestations locales, les travaux routiers et autres événements divers à caractère local.
La commune est située sur l'aire de diffusion de radio Ici Isère, une radio publique qui émet sur tout le territoire du département de l'Isère.

### Cultes
La communauté catholique et les églises d'Arandon-Passins (propriété de la commune) dépendent de la paroisse « Saint-Pierre du Pays des Couleurs » qui regroupe vingt-sept églises de la région du nord-Isère.

## Culture locale et patrimoine

### Lieux et monuments
- Église Saint-Cyprien d'Arandon, XVIIIe et XIXe siècles.

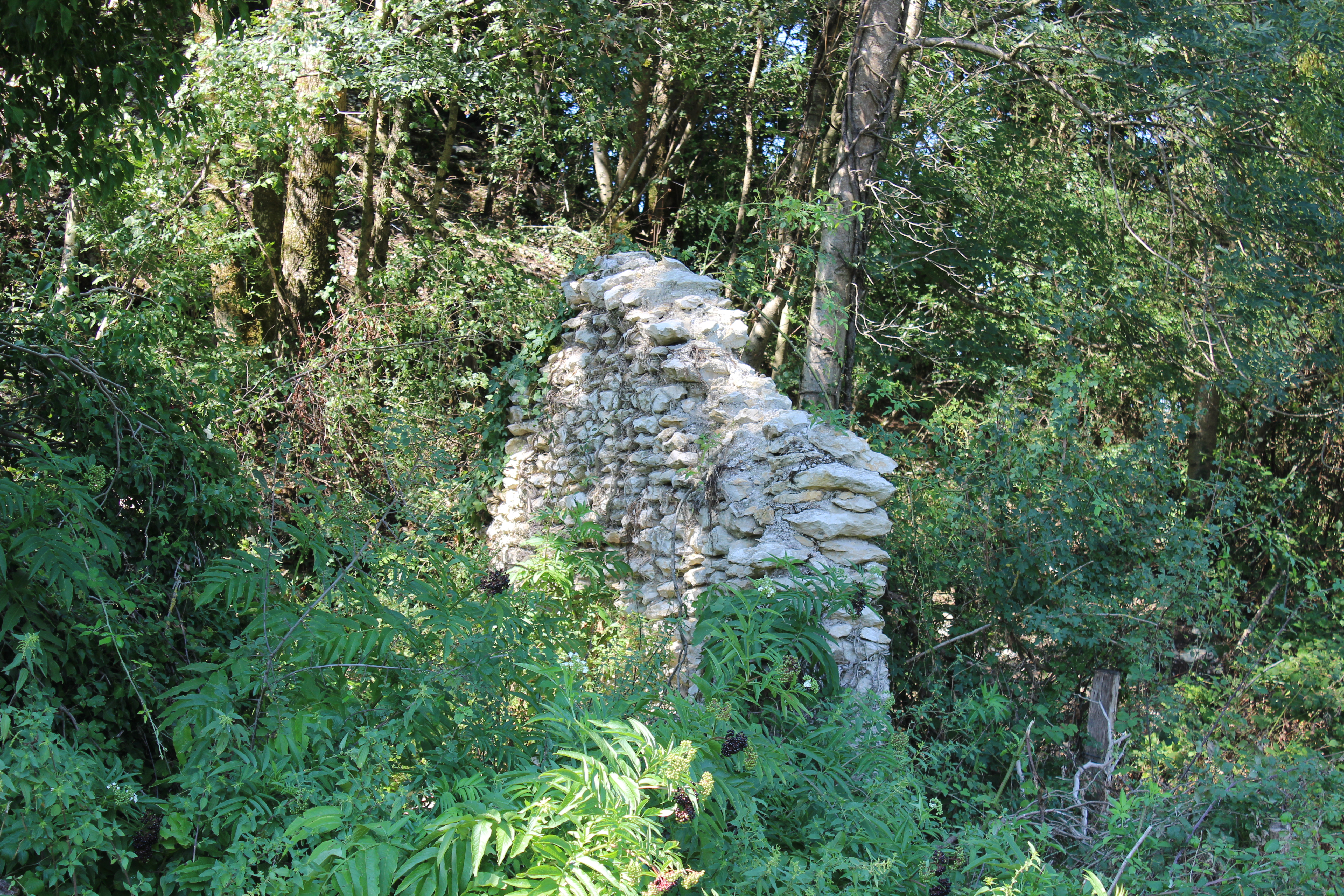
Vestiges gallo-romains.

- Ancien prieuré (couvent) d'Arandon.
- Les étangs de la Save et de Serre.
- Fours à pain (principalement à Concharbin).
- Vestiges de la villa gallo-romaine de Passins, inscrite au titre des monuments historiques par arrêté du 15 octobre 1985[19].
- Château de Montolivet.

### Héraldique
|  | Arandon-Passins possède des armoiries dont l'origine et le blasonnement exact ne sont pas disponibles. |